# Санта-Кулома-да-Сарбальо
Са́нта-Куло́ма-да-Сарбальо́ (кат. Santa Coloma de Cervelló, вимова літературною каталанською ['santə ku'łɔmə də səɾbə'ʎɔ]) - муніципалітет, розташований в Автономній області Каталонія, в Іспанії. Код муніципалітету за номенклатурою Інституту статистики Каталонії - 82444. Знаходиться у районі (кумарці) Баш-Любрагат (коди району - 11 та BT) провінції Барселона, згідно з новою адміністративною реформою перебуватиме у складі баґарії (округи) Барселона. 

## Назва муніципалітету
Назва муніципалітету походить від лат. sancta - "свята" та лат. colŭmba - "голуб".

## Населення
Населення міста (у 2018 р.) становить 8,179 осіб (з них менше 14 років - 19,9%, від 15 до 64 - 70,4%, понад 65 років - 9,7%). У 2006 р. народжуваність склала 147 осіб, смертність - 31 особа, зареєстровано 53 шлюби. У 2001 р. активне населення становило 3.129 осіб, з них безробітних - 247 осіб.

Серед осіб, які проживали на території міста у 2001 р., 4.242 народилися в Каталонії (з них 1.519 осіб у тому самому районі, або кумарці), 1.134 особи приїхали з інших областей Іспанії, а 181 особа приїхала з-за кордону. 

Вищу освіту має 14,7% усього населення. 

У 2001 р. нараховувалося 1.966 домогосподарств (з них 14% складалися з однієї особи, 33,3% з двох осіб,24% з 3 осіб, 20,7% з 4 осіб, 5,8% з 5 осіб, 1,6% з 6 осіб, 0,5% з 7 осіб, 0,1% з 8 осіб і 0,1% з 9 і більше осіб).

Активне населення міста у 2001 р. працювало у таких сферах діяльності : у сільському господарстві - 0,9%, у промисловості - 26,3%, на будівництві - 8,1% і у сфері обслуговування - 64,6%. 

 У муніципалітеті або у власному районі (кумарці) працює 1.608 осіб, поза районом - 2.315 осіб.

### Доходи населення
У 2002 р. доходи населення розподілялися таким чином :
| \| Доходи населення за статтями доходів \| Доходи населення за статтями доходів \| Доходи населення за статтями доходів \| \| Рік \| 2002 р. \| 2001 р. \| \| ------------------------------------ \| ------------------------------------ \| ------------------------------------ \| \| Заробітна платня \| 67,1% \| 69,7% \| \| Доходи від ведення бізнесу \| 23,1% \| 20,3% \| \| Соціальна допомога \| 9,8% \| 10% \| |         |         |
| Доходи населення за статтями доходів |         |         |
| Рік | 2002 р. | 2001 р. |
| Заробітна платня | 67,1%   | 69,7%   |
| Доходи від ведення бізнесу | 23,1%   | 20,3%   |
| Соціальна допомога | 9,8%    | 10%     |

### Безробіття
У 2007 р. нараховувалося 192 безробітних (у 2006 р. - 201 безробітний), з них чоловіки становили 37%, а жінки - 63%.

## Економіка
У 1996 р. валовий внутрішній продукт розподілявся по сферах діяльності таким чином :
| \| Валовий внутрішній продукт \| Валовий внутрішній продукт \| Валовий внутрішній продукт \| \| Рік \| 1996 р. \| 1991 р. \| \| -------------------------- \| -------------------------- \| -------------------------- \| \| Сільське господарство \| 2,4% \| 0% \| \| Промисловість \| 43,6% \| 0% \| \| Будівництво \| 10,7% \| 0% \| \| Послуги \| 43,3% \| 0% \| |         |         |
| Валовий внутрішній продукт |         |         |
| Рік | 1996 р. | 1991 р. |
| Сільське господарство | 2,4%    | 0%      |
| Промисловість | 43,6%   | 0%      |
| Будівництво | 10,7%   | 0%      |
| Послуги | 43,3%   | 0%      |

### Підприємства міста

#### Промислові підприємства
| \| Промислові підприємства міста, за сферою діяльності \| Промислові підприємства міста, за сферою діяльності \| Промислові підприємства міста, за сферою діяльності \| \| Рік \| 2002 р. \| 2001 р. \| \| --------------------------------------------------- \| --------------------------------------------------- \| --------------------------------------------------- \| \| Енергетичні та водні ресурси \| 2,9% \| 2,6% \| \| Хімія та метали \| 7,8% \| 7,7% \| \| Переробка металів \| 48% \| 48,7% \| \| Продукти харчування \| 1% \| 0,9% \| \| Текстиль \| 3,9% \| 3,4% \| \| Виробництво меблів, видання \| 22,5% \| 24,8% \| \| Інше \| 13,7% \| 12% \| \| Усього підприємств \| 102 \| 117 \| |         |         |
| Промислові підприємства міста, за сферою діяльності |         |         |
| Рік | 2002 р. | 2001 р. |
| Енергетичні та водні ресурси | 2,9%    | 2,6%    |
| Хімія та метали | 7,8%    | 7,7%    |
| Переробка металів | 48%     | 48,7%   |
| Продукти харчування | 1%      | 0,9%    |
| Текстиль | 3,9%    | 3,4%    |
| Виробництво меблів, видання | 22,5%   | 24,8%   |
| Інше | 13,7%   | 12%     |
| Усього підприємств | 102     | 117     |

#### Роздрібна торгівля
| \| Підприємства роздрібної торгівлі міста, за сферою діяльності \| Підприємства роздрібної торгівлі міста, за сферою діяльності \| Підприємства роздрібної торгівлі міста, за сферою діяльності \| \| Рік \| 2002 р. \| 2001 р. \| \| ------------------------------------------------------------ \| ------------------------------------------------------------ \| ------------------------------------------------------------ \| \| Продукти харчування \| 53,3% \| 51,4% \| \| Одяг та взуття \| 6,7% \| 8,6% \| \| Товари для дому \| 10% \| 8,6% \| \| Книги та періодичні видання \| 0% \| 0% \| \| Промислова хімічна продукція \| 16,7% \| 11,4% \| \| Продукція, пов'язана з транспортними засобами \| 0% \| 0% \| \| Інше \| 13,3% \| 20% \| \| Усього підприємств \| 30 \| 35 \| |         |         |
| Підприємства роздрібної торгівлі міста, за сферою діяльності |         |         |
| Рік | 2002 р. | 2001 р. |
| Продукти харчування | 53,3%   | 51,4%   |
| Одяг та взуття | 6,7%    | 8,6%    |
| Товари для дому | 10%     | 8,6%    |
| Книги та періодичні видання | 0%      | 0%      |
| Промислова хімічна продукція | 16,7%   | 11,4%   |
| Продукція, пов'язана з транспортними засобами | 0%      | 0%      |
| Інше | 13,3%   | 20%     |
| Усього підприємств | 30      | 35      |

#### Сфера послуг
| \| Підприємства міста, що працюють у сфері послуг, за діяльністю \| Підприємства міста, що працюють у сфері послуг, за діяльністю \| Підприємства міста, що працюють у сфері послуг, за діяльністю \| \| Рік \| 2002 р. \| 2001 р. \| \| ------------------------------------------------------------- \| ------------------------------------------------------------- \| ------------------------------------------------------------- \| \| Гуртова торгівля \| 15,8% \| 20% \| \| Готелі та готельний бізнес \| 13,6% \| 12,5% \| \| Транспорт та зв'язок \| 33,3% \| 31,9% \| \| Посередницькі фінансові послуги \| 4,5% \| 4,4% \| \| Послуги підприємствам \| 4,5% \| 4,4% \| \| Послуги фізичним особам \| 18,1% \| 17,5% \| \| Нерухомість та ін. \| 10,2% \| 9,4% \| \| Усього підприємств \| 177 \| 160 \| |         |         |
| Підприємства міста, що працюють у сфері послуг, за діяльністю |         |         |
| Рік | 2002 р. | 2001 р. |
| Гуртова торгівля | 15,8%   | 20%     |
| Готелі та готельний бізнес | 13,6%   | 12,5%   |
| Транспорт та зв'язок | 33,3%   | 31,9%   |
| Посередницькі фінансові послуги | 4,5%    | 4,4%    |
| Послуги підприємствам | 4,5%    | 4,4%    |
| Послуги фізичним особам | 18,1%   | 17,5%   |
| Нерухомість та ін. | 10,2%   | 9,4%    |
| Усього підприємств | 177     | 160     |

## Житловий фонд
У 2001 р. 3,4% усіх родин (домогосподарств) мали житло метражем до 59 м2, 42% - від 60 до 89 м2, 34,8% - від 90 до 119 м2 і
19,8% - понад 120 м2.

З усіх будівель у 2001 р. 37,4% було одноповерховими, 41,5% - двоповерховими, 15,6
% - триповерховими, 3,5% - чотириповерховими, 1,8% - п'ятиповерховими, 0,2% - шестиповерховими,
0,1% - семиповерховими, 0% - з вісьмома та більше поверхами.

## Автопарк
| \| Автомобілі, зареєстровані у місті, за призначенням \| Автомобілі, зареєстровані у місті, за призначенням \| Автомобілі, зареєстровані у місті, за призначенням \| \| Рік \| 2006 р. \| 2005 р. \| \| -------------------------------------------------- \| -------------------------------------------------- \| -------------------------------------------------- \| \| Приватні автомобілі \| 69% \| 69,9% \| \| Мотоцикли \| 11,8% \| 11,4% \| \| Вантажівки \| 16,2% \| 16% \| \| Трактори \| 0,5% \| 0,5% \| \| Автобуси та ін. \| 2,6% \| 2,2% \| \| Усього автомобілів \| 5.223 шт. \| 4.899 шт. \| |           |           |
| Автомобілі, зареєстровані у місті, за призначенням |           |           |
| Рік | 2006 р.   | 2005 р.   |
| Приватні автомобілі | 69%       | 69,9%     |
| Мотоцикли | 11,8%     | 11,4%     |
| Вантажівки | 16,2%     | 16%       |
| Трактори | 0,5%      | 0,5%      |
| Автобуси та ін. | 2,6%      | 2,2%      |
| Усього автомобілів | 5.223 шт. | 4.899 шт. |

## Вживання каталанської мови
У 2001 р. каталанську мову у місті розуміли 97,6% усього населення (у 1996 р. - 97,5%), вміли говорити нею 80,6% (у 1996 р. - 
83,3%), вміли читати 82% (у 1996 р. - 80%), вміли писати 55,8
% (у 1996 р. - 49,7%). Не розуміли каталанської мови 2,4%.

## Політичні уподобання
У виборах до Парламенту Каталонії у 2006 р. взяло участь 3.229 осіб (у 2003 р. - 3.195 осіб). Голоси за політичні сили розподілилися таким чином:
| \| Вибори до Парламенту Каталонії \| Вибори до Парламенту Каталонії \| Вибори до Парламенту Каталонії \| \| Рік \| 2006 р. \| 2003 р. \| \| -------------------------------------- \| ------------------------------ \| ------------------------------ \| \| Конвергенція та Єднання (CiU) \| 29% \| 28,1% \| \| Соціалістична партія Каталонії (PSC) \| 26% \| 31% \| \| Народна партія (PP) \| 9,6% \| 9,6% \| \| Ініціатива за Каталонію — Зелені (ICV) \| 12,8% \| 10,6% \| \| Республіканська лівиця Каталонії (ERC) \| 15,7% \| 19,2% \| \| Громадяни — Громадянська партія (C's) \| 3,9% \| 0% \| \| Інші \| 3% \| 1,4% \| |         |         |
| Вибори до Парламенту Каталонії |         |         |
| Рік | 2006 р. | 2003 р. |
| Конвергенція та Єднання (CiU) | 29%     | 28,1%   |
| Соціалістична партія Каталонії (PSC) | 26%     | 31%     |
| Народна партія (PP) | 9,6%    | 9,6%    |
| Ініціатива за Каталонію — Зелені (ICV) | 12,8%   | 10,6%   |
| Республіканська лівиця Каталонії (ERC) | 15,7%   | 19,2%   |
| Громадяни — Громадянська партія (C's) | 3,9%    | 0%      |
| Інші | 3%      | 1,4%    |

У муніципальних виборах у 2007 р. взяло участь 3.042 особи (у 2003 р. - 3.005 осіб). Голоси за політичні сили розподілилися таким чином:
| \| Муніципальні вибори \| Муніципальні вибори \| Муніципальні вибори \| \| Рік \| 2007 р. \| 2003 р. \| \| -------------------------------------- \| ------------------- \| ------------------- \| \| Конвергенція та Єднання (CiU) \| 9,2% \| 6,8% \| \| Соціалістична партія Каталонії (PSC) \| 25,9% \| 21,5% \| \| Народна партія (PP) \| 5,7% \| 5,5% \| \| Ініціатива за Каталонію — Зелені (ICV) \| 37,9% \| 45,3% \| \| Республіканська лівиця Каталонії (ERC) \| 21,3% \| 21% \| \| Громадяни — Громадянська партія (C's) \| 0% \| 0% \| \| Інші \| 0% \| 0% \| |         |         |
| Муніципальні вибори |         |         |
| Рік | 2007 р. | 2003 р. |
| Конвергенція та Єднання (CiU) | 9,2%    | 6,8%    |
| Соціалістична партія Каталонії (PSC) | 25,9%   | 21,5%   |
| Народна партія (PP) | 5,7%    | 5,5%    |
| Ініціатива за Каталонію — Зелені (ICV) | 37,9%   | 45,3%   |
| Республіканська лівиця Каталонії (ERC) | 21,3%   | 21%     |
| Громадяни — Громадянська партія (C's) | 0%      | 0%      |
| Інші | 0%      | 0%      |